# Derechos conexos
Dentro del derecho de autor, los derechos conexos o derechos afines, son aquellos derechos que otorgan protección a artistas intérpretes y ejecutantes, productores de fonogramas y organismos de radiodifusión.
Es decir, son derechos otorgados a personas y entidades jurídicas que, sin ser consideradas autoras, contribuyen a la puesta a disposición del público de obras o que hayan producido objetos sobre los que se otorga un derecho de propiedad asimilado al derecho de autor.

## Protección internacional
La definición de derechos conexos normalmente comprenden los derechos de los intérpretes, productores de fonogramas y radiodifusores, sin embargo, las definiciones pueden cambiar respecto a cada legislación nacional, que puede otorgar derechos de protección también a editores, promotores, difusores de medios digitales no radiales, etc. 

### Convención de Roma
Los derechos conexos están contemplados internacionalmente en la Convención de Roma sobre la protección de los artistas intérpretes o ejecutantes, los productores de fonogramas y los organismos de radiodifusión, conocida como la Convención de Roma, firmada en 1961 y administrada por la OMPI.
La Convención de Roma establece la protección de derechos conexos por un plazo de 20 años desde la adquisición del derecho, es decir, desde que se interpretó la obra, o desde que se difundió. 

### Acuerdo sobre los ADPIC
Del mismo modo, los Acuerdo sobre los Aspectos de los Derechos de Propiedad Intelectual relacionados con el Comercio (Acuerdo sobre los ADPIC), determinados en la Ronda de Uruguay de la OMC, han establecido pautas de protección de estos derechos. El ADPIC establecen protección de los productores e intérpretes en 50 años; mientras que los derechos de los radiodifusores en tan solo 20 años.

### Tratado de la OMPI sobre Interpretación o Ejecución y Fonogramas
En el año 1996 se adopta el Tratado de la OMPI sobre Interpretación o Ejecución y Fonogramas, conocido como WPPT,  que entró en vigor en 2002, la cual ampara la difusión en internet y los medios digitales.

### Tratado de Beijing sobre Interpretaciones y Ejecuciones Audiovisuales
El Tratado de Beijing sobre Interpretaciones y Ejecuciones Audiovisuales, adoptado en 2012 y en vigor desde 2020, amplió los derechos de los artistas intérpretes o ejecutantes en lo que respecta a las obras audiovisuales, a manera de actualización de la Convención de Roma.

## Sujetos de derechos conexos

### Artistas intérpretes o ejecutantes
Se considera como tales a actores, cantantes, músicos, bailarines o cualquier otra persona que represente un papel, cante, recite, declame, interprete o ejecute en cualquier forma obras literarias o artísticas o expresiones del folclore.

### Productores de fonogramas
La persona física o jurídica que fija por primera vez los sonidos de una ejecución u otros sonidos.